# 李小平 (澳門)
李小平（葡萄牙語：Lei Siu Peng，1945年-），現已退休，前任澳門特別行政區治安警察局局長，澳門已退休警務工作者。

## 生平
李小平于1967年保安學系大學畢業於澳門，同年加入保安公司擔任保安員，曾駐守不同地方，1970年投考警察，其後獲得佳績入選，入選後加入澳門治安警察局工作，初期只擔任巡邏警察，1975年升任巡邏隊隊長及隊指揮員，1980年修讀警務科學系，1984年畢業，畢業後加入治安警察局各分局擔任報案處警察及辦事處辦事警察，曾調派不同分局，1985年升任分局高級辦事警員，1986年分別升任分局副局長及分局局長，1990年起長期調至治安警察局（南灣總局）工作，先後擔任報案及辦事處副處長、處長，1995年起擔任行動及通訊處副處長、處長及行動指揮官，1997年又升任行動廳副廳長、廳長，2000年升任治安警察局警長，2001年獲時任行政長官及保安司司長委任接替擔任新成立的時任警察總局局長白英偉擔任治安警察局局長，2014年1月因年老及發現自己有長期病患而導有致間中突然中風，1月中宣布由原定12月尾退休改為1月尾提早退休在家休養並辭任局長一職由時任警察察總局局長助理馬耀權接任。